# Butterflies
Butterflies는 마이클 잭슨의 앨범 Invincible에 수록된 정규앨범 마지막 히트 싱글이다. 2003년 12월 8일에 발매됐다. 이 곡은 빌보드 핫 100에서 14위를 거두었고, 랩&알엔비 차트에서 2위를 거두었다. 리믹스 버전에는 래퍼 에바가 참여했다.